# Dataïsme
Dataïsme is een begrip uit de filosofie dat veronderstelt dat alles in het universum in data en algoritmen is te vangen. De term werd in 2013 gemunt door journalist David Brooks, in een artikel in The New York Times. Hij stelde dat big data het einde zou betekenen van onze beperkte, op intuïtie en ervaring gebaseerde omgang met de werkelijkheid. In de visie van het dataïsme leidt het grootschalig verzamelen en analyseren van data tot geoptimaliseerde kennis en controle over de werkelijkheid. De mens en zijn bewustzijn is daarin niet meer dan een verzameling biochemische algoritmen.
Het dataïsme kan gezien worden als een volgende, grote stap in de wetenschap. Volgens sommigen vertoont het dataïsme ook kenmerken van religie vanwege het bij aanhangers rotsvaste geloof in een – min of meer – alwetende entiteit die in staat is om een betere wereld en uiteindelijk een betere mens te scheppen.  
Het begrip kreeg vooral bekendheid door het boek Homo Deus: een kleine geschiedenis van de toekomst uit 2016 van de Israëlische futuroloog Yuval Noah Harari. Daarin stelt Harari dat door de groeiende mogelijkheden op het gebied van kunstmatige intelligentie en biotechnologie de mens op het punt staat om zichzelf te upgraden tot een mens-God. Hij stelt ook dat een kritische analyse van het dataïstisch dogma (hoe meer data er wordt afgestaan, verwerkt en verzameld, hoe beter het zou zijn voor de mensheid) de grootste wetenschappelijke uitdaging van de eenentwintigste eeuw wordt. Ook op politiek en economisch vlak is het van belang het dataïsme kritisch onder de loep te nemen.
Het datacentrisch wereldbeeld van het dataïsme wordt verondersteld de opvolger te zijn van het humanistisch wereldbeeld, dat op haar beurt het theocentrisch wereldbeeld verdreef in de 18e eeuw.
Critici van het dataïsme wijzen op de machtspositie van grote tech-bedrijven zoals Google en Facebook die het verzamelen en verwerken van persoonlijke gegevens tot hun bedrijfsmodel gemaakt hebben. Verder kunnen gegevens verzameld worden, maar bij het interpreteren ervan kunnen nog altijd fouten worden gemaakt. Een voorbeeld is het gevaar van etnisch profileren.